# Pereiros (Carrazeda de Ansiães)
Pereiros es una freguesia portuguesa del municipio de Carrazeda de Ansiães, con 14,66 km² de superficie y 310 habitantes (2001). Su densidad de población es de 21,1 hab/km².